# Hernando de Alarcón
Pour les articles homonymes, voir Alarcon.
Hernando de Alarcón ou Fernando de Alarcón, né en 1500 à Trujillo (royaume de Castille) et mort en 1541 probablement dans le golfe de Californie, est un navigateur espagnol, le premier Européen à naviguer sur le fleuve Colorado, dans le cadre de l'exploration de la « Californie », une région encore mythifiée à cette époque. 
Il effectue cette navigation à la tête d'une escadre chargée d'accompagner une expédition terrestre commandée par Francisco Vásquez de Coronado, sur l'ordre du vice-roi de Nouvelle-Espagne, Antonio de Mendoza.

## Biographie

### Origines et débuts
Il est originaire de la province d'Estrémadure, comme plusieurs conquistadors, notamment Hernán Cortés, prédécesseur d'Antonio de Mendoza à la tête de la Nouvelle-Espagne.

### L'expédition terrestre de 1540

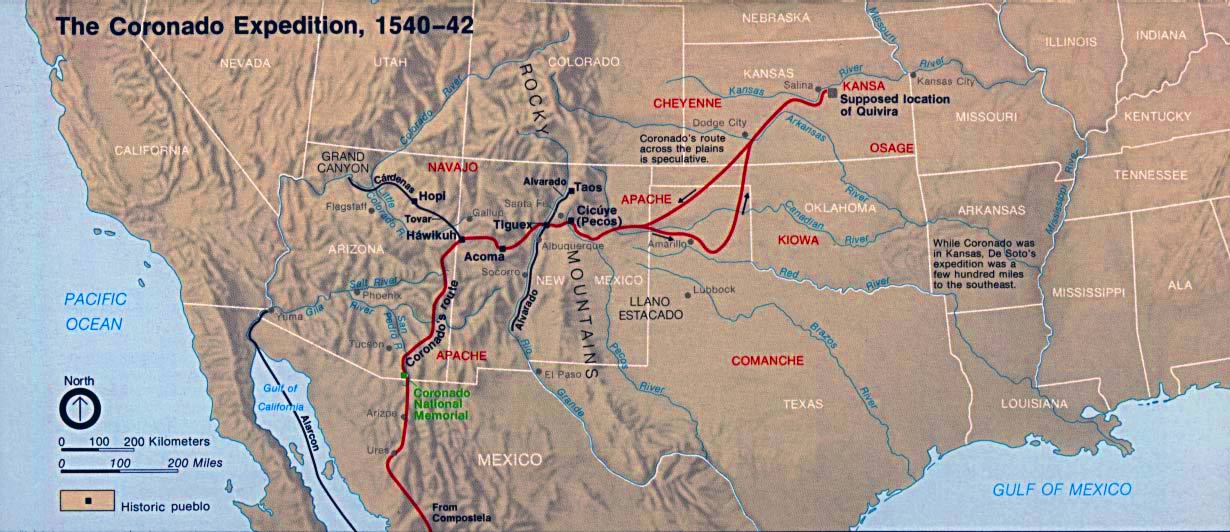
Localisation des expéditions de Coronado et de Alarcón.

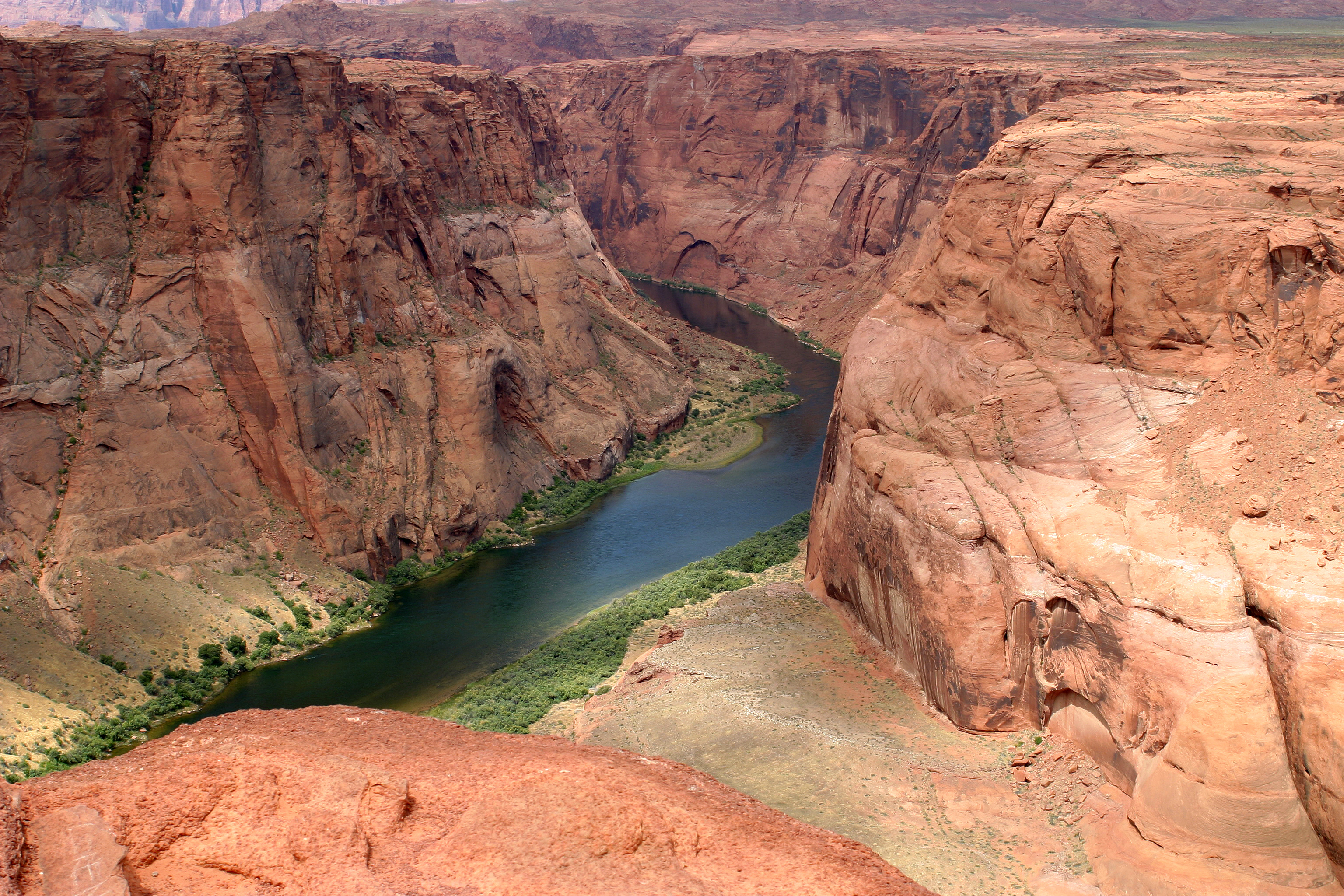
Vue du grand Canyon du Colorado.

À cette date, les Espagnols de Nouvelle-Espagne (capitale : Mexico) ne connaissent correctement que le golfe de Californie (Mar de Cortés), exploré en 1539 par Francisco de Ulloa : il a atteint le fond du golfe, où se trouve l'embouchure du Colorado, et l'a nommé ancón de San Andrés (« anse de Saint-André »). 
En 1539, Antonio de Mendoza envoie le Franciscain Marcos de Niza explorer les régions intérieures situées au nord de la vice-royauté, qu'on désigne alors par le terme de « Californie », en référence à un roman de chevalerie paru en 1511. Il revient en affirmant qu'il existe là sept villes d'or appartenant au royaume de Cíbola. 
En 1540, le vice-roi organise une expédition de 200 fantassins, 150 cavaliers et quelques centaines d'Amérindiens. Le commandement en est confié à Francisco Vásquez de Coronado, Marcos de Niza servant de guide. 
Coronado part de Culiacán avec un petit groupe le 22 avril 1540, tandis que le gros de la troupe, commandé par Tristán de Arellano, avance plus lentement, faisant étape dans chaque ville sous contrôle espagnol.

### L'expédition navale
En appui à cette expédition terrestre, Mendoza envoie une escadre navale sous le commandement d'Hernando de Alarcón, qui part d'Acapulco le 9 mai 1540 en direction du golfe de Californie, afin de ravitailler les troupes au sol. 
Parvenu au fond du golfe le 26 août 1540, Alarcón pénètre dans le fleuve Colorado, qu'il nomme « río de Nuestra Señora del Buen Guía ». Il le remonte jusqu'à la confluence de la rivière Gila (actuelle ville de Yuma en Arizona), soit une centaine de kilomètres.
Alarcón meurt sur le chemin du retour en 1541.